# Ai Fen
Ai Fen (en xinès: 艾芬) és una metgessa i reveladora d'informació xinesa. Directora del departament d'urgències de l'Hospital Central de Wuhan, fou una de les primeres entre el personal mèdic que va revelar l'aparició de l'epidèmia de coronavirus a tot el món al final del desembre de 2019. De fet va ser gràcies al seu col·lega Li Wenliang, que va morir posteriorment de la malaltia, que la informació va assolir més ressò.